# Unseldapfel
Der Unseldapfel ist ein Wirtschaftsapfel. Er ist vor allem in Süddeutschland verbreitet. Der Baum ist stark wachsend und robust. Teilweise wird er auch als Stammbildner genutzt. Der Apfel ist von November bis März genussreif.